# توم هرندل
توم هرندل هو ناشط سلام بريطاني ولد بتاريخ 29 نوفمبر/تشرين الثاني 1981 وقتل بيد الجيش الإسرائيلي بتاريخ 13 يناير/كانون الثاني 2004. كان هرندل طالب للتصوير الفوتغرافي وعضو في حركة التضامن الدولية (ISM).
لقي مصرعه أثناء قيامه بالتظاهر في مدينة رفح ضد ممارسات قوات الاحتلال الإسرائيلية في حق الشعب الفلسطيني، وذلك إثر إصابته برصاصة في الرأس أطلقها الجندي الإسرائيلي تيسير الهيب والذي كان رقيباً في الجيش الإسرائيلي. وبحسب روايات شهود عيان فأنه أصيب حينما كان يحاول استخدام جسده كدرع لحماية مجموعة من الأطفال الفلسطينيين وهو يقودهم خارج خط النار، بينما أفصحت إحدى زميلات هرندل في حركة التضامن الدولية بأن توم قتل وهو يحتضن طفلة فلسطينية في محاولة لحمايتها من النيران الإسرائيلية.
وبعد غيبوبة دامت تسعة أشهر فارق توم الحياة.
نشرت جريدة الإندبندنت البريطانية عقب وفاة هرندل صوراً له وبضع كلمات مما كتبه قبل إصابته بخمسة أيام جاء فيها:«في أبريل 2003 أطلق علي الرصاص، وقنابل الغاز، وتعقبني الجنود، وأطلقت القنابل الصوتية على بعد أمتار مني، وأصابني الركام المتساقط، وكنت في طريق جرافة وزنها عشرة أطنان لا تتوقف. ومع اقترابنا ظللت أتوقع أن يصاب جزء من جسدي بقوة "غير مرئية" وأن يصاب بطلق وأن أشعر بالالم. ومن هنا احتجت لعزيمة هائلة لكي استمر».
رفضت إسرائيل طلب بريطاني بتحقيق عناصر من سكوتلاند يارد مع تيسير الهيب في ملابسات عملية قتل توم هرندل، وكان الهيب قد صرح بأنه فتح النار على التظاهرة بناءً على تعليمات جاءته من قيادته خولته بتوجيه الرصاص حتى على المدنيين العزل، وفي شهر أبريل/نيسان عام 2005 حكمت محكمة إسرائيلية عسكرية على الرقيب تيسير الهيب بالسجن ثمان سنوات.
قامت جوسلين هرندل والدة توم هرندل بكتابة سيرة حياة ابنها في كتاب أسمته Defy the Stars: The Life and Tragic Death of Tom Hurndall (تحدي النجوم: حياة والموت المأساوي لتوم هرندل)، نُشر هذا المؤلف في شهر أبريل/نيسان عام 2007. ويذكر أن والدة هرندل كانت قد قامت عام 2004 بعد إصابة توم بزيارة لقطاع غزة حيت خلالها متظاهرين فلسطينيين ويهود كانوا يطالبون بإنهاء ما وصفوها بجرائم الاحتلال في رفح.